# William Tackaert
William Tackaert (Zele, 9 augustus 1956) is een Belgisch voormalig wielrenner die gedurende zijn loopbaan 40 wegzeges behaalde.

## Belangrijkste overwinningen en ereplaatsen
1979
- 1e etappe Driedaagse van De Panne

1980
- 2e etappe deel A Etoile des Espoirs (F)
- 1e Omloop van Wallonië

1981
- 1e etappe Dauphiné Liberé

1982
- Nokere Koerse
- Liederkerkse Pijl

1983
- E3-Prijs Harelbeke

1984
- 1e etappe Ronde van Luxemburg
- 1e Omloop Vlaamse Ardennen
- 2e Waalse Pijl
- 3e GP Pino Cerami
- 2e eindklassement Ronde van Luxemburg

1985
- Omloop van het Waasland
- 4e etappe Herald Sun Tour
- 1e Kuurne-Brussel-Kuurne
- 1e etappe deel A Driedaagse van De Panne
- 2e eindklassement Ronde van Luxemburg

## Resultaten in voornaamste wedstrijden
| Jaar | Ronde van Italië | Ronde van Frankrijk | Ronde van Spanje |
| ---- | ---------------- | ------------------- | ---------------- |
| 1979 |                  | opgave              |                  |
| 1980 |                  | 82e                 |                  |
| 1981 |                  | 93e                 |                  |
| 1982 |                  | opgave              |                  |
| 1983 |                  | opgave              |                  |
| 1984 |                  |                     |                  |
| 1985 |                  |                     |                  |
| 1986 |                  |                     | opgave           |

| Jaar | Milaan-San Remo | Gent-Wevelgem | Ronde van Vlaanderen | Parijs-Roubaix | Amstel Gold Race | Parijs-Brussel | Waalse Pijl | E3 Harelbeke |
| ---- | --------------- | ------------- | -------------------- | -------------- | ---------------- | -------------- | ----------- | ------------ |
| 1979 |                 |               |                      |                | 22e              |                | 53e         |              |
| 1980 | 37e             |               | 32e                  | 8e             | 58e              | 20e            |             |              |
| 1981 |                 | 70e           | 39e                  |                |                  | 15e            |             |              |
| 1982 |                 | 31e           |                      |                |                  | 45e            |             |              |
| 1983 | 76e             | 28e           | 27e                  |                |                  |                | 39e         | ↑            |
| 1984 |                 | 30e           | 29e                  |                | 6e               | 27e            | ↑           | 6e           |
| 1985 |                 | 5e            |                      |                |                  |                |             | 5e           |
| 1986 |                 |               |                      |                |                  | 45e            |             |              |